# FAカップ2015-2016
FAカップ2015-2016は、2015年8月15日から2016年5月21日の期間に開催された、通算135回目のFAカップである。マンチェスター・ユナイテッドが12大会ぶり12回目の優勝を果たした。

## 日程
| 試合   | 組み合わせ抽選会 | 開催日                 | 備考                                               |
| ------ | ---------------- | ---------------------- | -------------------------------------------------- |
| 予選   |                  | 2015年8月15日-10月28日 | 5部～10部参加                                      |
| 1回戦  | 2015年10月26日   | 2015年11月6日-11月9日  | リーグ1 (3部)、リーグ2 (4部)、予選勝者参加         |
| 2回戦  | 2015年11月9日    | 2015年12月4日-12月7日  |                                                    |
| 3回戦  | 2015年12月7日    | 2016年1月8日-1月10日   | プレミアリーグ (1部)、チャンピオンシップ (2部)参加 |
| 4回戦  | 2016年1月11日    | 2016年1月29日-1月31日  |                                                    |
| 5回戦  | 2016年1月31日    | 2016年2月20日-2月22日  |                                                    |
| 6回戦  | 2016年2月21日    | 2016年3月11日-3月13日  |                                                    |
| 準決勝 | 2016年3月14日    | 2016年4月23日-4月24日  |                                                    |
| 決勝   | 2016年3月14日    | 2016年5月21日          |                                                    |

## 予選
イングランドの5部～10部の各ディビジョンに所属するクラブが参加。予備予選1回戦、同2回戦、予選1回戦、予選2回戦、予選3回戦、予選4回戦の計6回戦制で、最終の予選4回戦に勝利した32クラブが本戦に参加する権利を得る。
| 5部 13クラブ | 6部 12クラブ | 7部以下 7クラブ |
| - オールダーショット・タウン - アルトリンチャム - ボレアム・ウッド - ブレントリー・タウン - チェルトナム・タウン - ドーバー・アスレティック - イーストリー - フォレストグリーン・ローヴァーズ - グリムズビー・タウン - ハリファクス・タウン - リンカーン・シティ - マクルズフィールド・タウン - ウェリング・ユナイテッド | - AFCフィルド - ベイシンストーク・タウン - ブラックリー・タウン - FCユナイテッド・オブ・マンチェスター - ゲインズバラ・トリニティ - メイデンヘッド・ユナイテッド - メイドストーン・ユナイテッド - セント・アルバンズ・シティ - ステイリブリッジ・セルティック - ウィールドストーン - ホワイトホーク - ウスター・シティ | 7部 - バーウェル - チェシャム・ユナイテッド - サルフォード・シティ - ステインズ・タウン - ストールブリッジ 8部 - ディドコット・タウン - ノースウィッチ・ヴィクトリア 9・10部 - 予選勝ち上がりクラブなし |

## 1回戦
組み合わせ抽選会は、2015年10月26日に行われた。このラウンドからは、リーグ1 (3部)の24クラブ、リーグ2 (4部)の24クラブと、予選を勝ち上がった32クラブが参加する。チーム名横の括弧内の数字は所属するディビジョンを表す (2回戦以降も同様)。なお、参加するクラブで最も低いディビジョンのクラブは、8部に所属するディドコット・タウン (サザンフットボールリーグ・ディヴィジョン1・サウス&ウェスト)とノースウィッチ・ヴィクトリア (ノーザンプレミアリーグ・ディヴィジョン1・ノース)である。
| チーム #1                                | スコア         | チーム #2                            | レポート |
| ---------------------------------------- | -------------- | ------------------------------------ | -------- |
| 2015年11月6日                            |                |                                      |          |
| サルフォード・シティ (7)                 | 2 - 0          | ノッツ・カウンティ (4)               | レポート |
| 2015年11月7日                            |                |                                      |          |
| バートン・アルビオン (3)                 | 0 - 3          | ピーターバラ・ユナイテッド (3)       | レポート |
| バーネット (4)                           | 2 - 0          | ブラックプール (3)                   | レポート |
| ケンブリッジ・ユナイテッド (4)           | 1 - 0          | ベイシンストーク・タウン (6)         | レポート |
| マンスフィールド・タウン (4)             | 0 - 0 (再試合) | オールダム・アスレティック (3)       | レポート |
| アルトリンチャム (5)                     | 1 - 0          | バーンズリー (3)                     | レポート |
| クルー・アレクサンドラ (3)               | 0 - 1          | イーストリー (5)                     | レポート |
| ノースウィッチ・ヴィクトリア (8)         | 1 - 1 (再試合) | ボレアム・ウッド (5)                 | レポート |
| コヴェントリー・シティ (3)               | 1 - 2          | ノーサンプトン・タウン (4)           | レポート |
| グリムズビー・タウン (5)                 | 5 - 1          | セント・アルバンズ・シティ (6)       | レポート |
| ハートリプール・ユナイテッド (4)         | 1 - 0          | チェルトナム・タウン (5)             | レポート |
| ドーバー・アスレティック (5)             | 1 - 2          | ストールブリッジ (7)                 | レポート |
| スティヴネイジ (4)                       | 3 - 0          | ジリンガム (3)                       | レポート |
| ミルウォール (3)                         | 3 - 1          | AFCフィルド (6)                      | レポート |
| ウォルソール (3)                         | 2 - 0          | フリートウッド・タウン (3)           | レポート |
| ベリー (3)                               | 4 - 0          | ウィガン・アスレティック (3)         | レポート |
| ポーツマス (4)                           | 2 - 1          | マクルズフィールド・タウン (5)       | レポート |
| シェフィールド・ユナイテッド (3)         | 3 - 0          | ウスター・シティ (6)                 | レポート |
| バーウェル (7)                           | 0 - 2          | ウェリング・ユナイテッド (5)         | レポート |
| クローリー・タウンFC (4)                 | 1 - 2          | ルートン・タウン (4)                 | レポート |
| ドンカスター・ローヴァーズ (3)           | 2 - 0          | ステイリブリッジ・セルティック (6)   | レポート |
| ダゲナム&レッドブリッジ (4)              | 0 - 0 (再試合) | モアカム (4)                         | レポート |
| レイトン・オリエント (4)                 | 6 - 1          | ステインズ・タウン (7)               | レポート |
| アクリントン・スタンリー (4)             | 3 - 2          | ヨーク・シティ (4)                   | レポート |
| スカンソープ・ユナイテッド (3)           | 2 - 1          | サウスエンド・ユナイテッド (3)       | レポート |
| AFCウィンブルドン (4)                    | 1 - 2          | フォレストグリーン・ローヴァーズ (5) | レポート |
| プリマス・アーガイル (4)                 | 0 - 2          | カーライル・ユナイテッド (4)         | レポート |
| ロッチデール (3)                         | 3 - 1          | スウィンドン・タウン (3)             | レポート |
| ウィールドストーン (6)                   | 2 - 6          | コルチェスター・ユナイテッド (3)     | レポート |
| 2015年11月8日                            |                |                                      |          |
| ディドコット・タウン (8)                 | 0 - 3          | エクセター・シティ (4)               | レポート |
| ブリストル・ローヴァーズ (4)             | 0 - 1          | チェシャム・ユナイテッド (7)         | レポート |
| ブラックリー・タウン (6)                 | 2 - 2 (再試合) | ニューポート・カウンティ (4)         | レポート |
| オールダーショット・タウン (5)           | 0 - 0 (再試合) | ブラッドフォード・シティ (3)         | レポート |
| ハリファクス・タウン (5)                 | 0 - 4          | ウィコム・ワンダラーズ (4)           | レポート |
| ゲインズバラ・トリニティ (6)             | 0 - 1          | シュルーズベリー・タウン (3)         | レポート |
| メイドストーン・ユナイテッド (6)         | 0 - 1          | ヨーヴィル・タウン (4)               | レポート |
| ブレントリー・タウン (5)                 | 1 - 1 (再試合) | オックスフォード・ユナイテッド (4)   | レポート |
| ホワイトホーク (6)                       | 5 - 3          | リンカーン・シティ (5)               | レポート |
| ポート・ヴェイル (3)                     | 1 - 1 (再試合) | メイデンヘッド・ユナイテッド (6)     | レポート |
| 2015年11月9日                            |                |                                      |          |
| FCユナイテッド・オブ・マンチェスター (6) | 1 - 4          | チェスターフィールド (3)             | レポート |

### 再試合
| チーム #1                          | スコア | チーム #2                        | レポート |
| ---------------------------------- | ------ | -------------------------------- | -------- |
| 2015年11月16日                     |        |                                  |          |
| ボレアム・ウッド (5)               | 1 - 2  | ノースウィッチ・ヴィクトリア (8) | レポート |
| 2015年11月17日                     |        |                                  |          |
| オールダム・アスレティック (3)     | 2 - 0  | マンスフィールド・タウン (4)     | レポート |
| ニューポート・カウンティ (4)       | 4 - 1  | ブラックリー・タウン (6)         | レポート |
| モアカム (4)                       | 2 - 4  | ダゲナム&レッドブリッジ (4)      | レポート |
| オックスフォード・ユナイテッド (4) | 3 - 1  | ブレントリー・タウン (5)         | レポート |
| 2015年11月18日                     |        |                                  |          |
| ブラッドフォード・シティ (3)       | 2 - 0  | オールダーショット・タウン (5)   | レポート |
| 2015年11月19日                     |        |                                  |          |
| メイデンヘッド・ユナイテッド (6)   | 1 - 3  | ポート・ヴェイル (3)             | レポート |

## 2回戦
組み合わせ抽選会は、2015年11月9日に行われた。このラウンドでは、1回戦に勝利した40クラブが参加する。なお、参加するクラブで最も低いディビジョンのクラブは、8部に所属するノースウィッチ・ヴィクトリアである。
| チーム #1                          | スコア         | チーム #2                            | レポート |
| ---------------------------------- | -------------- | ------------------------------------ | -------- |
| 2015年12月4日                      |                |                                      |          |
| サルフォード・シティ (7)           | 1 - 1 (再試合) | ハートリプール・ユナイテッド (4)     | レポート |
| 2015年12月5日                      |                |                                      |          |
| バーネット (4)                     | 0 - 1          | ニューポート・カウンティ (4)         | レポート |
| ポーツマス (4)                     | 1 - 0          | アクリントン・スタンリー (4)         | レポート |
| ストールブリッジ (7)               | 0 - 2          | イーストリー (5)                     | レポート |
| ノーサンプトン・タウン (4)         | 3 - 2          | ノースウィッチ・ヴィクトリア (8)     | レポート |
| ヨーヴィル・タウン (4)             | 1 - 0          | スティヴネイジ (4)                   | レポート |
| レイトン・オリエント (4)           | 0 - 0 (再試合) | スカンソープ・ユナイテッド (3)       | レポート |
| ミルウォール (3)                   | 1 - 2          | ウィコム・ワンダラーズ (4)           | レポート |
| チェスターフィールド (3)           | 1 - 1 (再試合) | ウォルソール (3)                     | レポート |
| シェフィールド・ユナイテッド (3)   | 1 - 0          | オールダム・アスレティック (3)       | レポート |
| 2015年12月6日                      |                |                                      |          |
| ロッチデール (3)                   | 0 - 1          | ベリー (3)                           | レポート |
| ブラッドフォード・シティ (3)       | 4 - 0          | チェシャム・ユナイテッド (7)         | レポート |
| ピーターバラ・ユナイテッド (3)     | 2 - 0          | ルートン・タウン (4)                 | レポート |
| エクセター・シティ (4)             | 2 - 0          | ポート・ヴェイル (3)                 | レポート |
| ケンブリッジ・ユナイテッド (4)     | 1 - 3          | ドンカスター・ローヴァーズ (3)       | レポート |
| ウェリング・ユナイテッド (5)       | 0 - 5          | カーライル・ユナイテッド (4)         | レポート |
| コルチェスター・ユナイテッド (3)   | 3 - 2          | アルトリンチャム (5)                 | レポート |
| ダゲナム&レッドブリッジ (4)        | 1 - 1 (再試合) | ホワイトホーク (6)                   | レポート |
| オックスフォード・ユナイテッド (4) | 1 - 0          | フォレストグリーン・ローヴァーズ (5) | レポート |
| 2015年12月7日                      |                |                                      |          |
| グリムズビー・タウン (5)           | 0 - 0 (再試合) | シュルーズベリー・タウン (3)         | レポート |

### 再試合
| チーム #1                        | スコア           | チーム #2                   | レポート |
| -------------------------------- | ---------------- | --------------------------- | -------- |
| 2015年12月15日                   |                  |                             |          |
| シュルーズベリー・タウン (3)     | 1 - 0            | グリムズビー・タウン (5)    | レポート |
| スカンソープ・ユナイテッド (3)   | 3 - 0            | レイトン・オリエント (4)    | レポート |
| ウォルソール (3)                 | 0 - 0 (PK 5 - 3) | チェスターフィールド (3)    | レポート |
| ハートリプール・ユナイテッド (4) | 2 - 0 (延長)     | サルフォード・シティ (7)    | レポート |
| 2015年12月16日                   |                  |                             |          |
| ホワイトホーク (6)               | 2 - 3 (延長)     | ダゲナム&レッドブリッジ (4) | レポート |

## 3回戦
組み合わせ抽選会は、2015年12月7日に行われた。このラウンドからは、2回戦に勝利した20クラブに加え、プレミアリーグの20クラブ、チャンピオンシップの24クラブが参加する。
| 2016年1月8日 | エクセター・シティ (4)         | 2 - 2 (再試合) | リヴァプール (1)              | エクセター                                                                          |  |
| 19:55        | ニコルズ 9分 · ホームズ 45+1分 | レポート       | シンクレア 12分 · スミス 73分 | 競技場: セント・ジェームズ・パーク 観客数: 8,298人 主審: スチュアート・アットウェル |  |

| 2016年1月9日 | ウィコム・ワンダラーズ (4) | 1 - 1 (再試合) | アストン・ヴィラ (1) | ハイ・ウィコム                                                      |  |
| 12:45        | ジェイコブソン 50分 (pen.) | レポート       | リチャーズ 22分      | 競技場: アダムス・パーク 観客数: 9,298人 主審: マイケル・オリヴァー |  |

| 2016年1月9日 | ワトフォード (1) | 1 - 0    | ニューカッスル・ユナイテッド (1) | ワトフォード                                                           |  |
| 15:00        | ディーニー 44分  | レポート |                                  | 競技場: ヴィカレッジ・ロード 観客数: 18,259人 主審: ロジャー・イースト |  |

| 2016年1月9日 | ウェスト・ブロムウィッチ・アルビオン (1) | 2 - 2 (再試合) | ブリストル・シティ (2)      | ウェスト・ブロムウィッチ                                         |  |
| 15:00        | ベラヒーノ 67分 · モリソン 90+5分        | レポート       | コジア 74分 · アガード 83分 | 競技場: ザ・ホーソンズ 観客数: 24,917人 主審: グラハム・スコット |  |

| 2016年1月9日 | ウェストハム・ユナイテッド (1) | 1 - 0    | ウルヴァーハンプトン・ワンダラーズ (2) | ロンドン                                                                 |  |
| 15:00        | イェラヴィッチ 85分            | レポート |                                        | 競技場: ブーリン・グラウンド 観客数: 34,547人 主審: アンソニー・テイラー |  |

| 2016年1月9日 | ハートリプール・ユナイテッド (4) | 1 - 2    | ダービー・カウンティ (2)            | ハートルプール                                                    |  |
| 15:00        | グレイ 61分                      | レポート | バターフィールド 67分 · ベント 85分 | 競技場: ヴィクトリア・パーク 観客数: 4,860人 主審: ダレン・ボンド |  |

| 2016年1月9日 | コルチェスター・ユナイテッド (3) | 2 - 1    | チャールトン・アスレティック (2) | コルチェスター                                                                          |  |
| 15:00        | モンカー 28分 · ソーデル 41分    | レポート | グーチャンネジャード 90+2分      | 競技場: コルチェスター・コミュニティ・スタジアム 観客数: 5,742人 主審: クリス・カヴァナ |  |

| 2016年1月9日 | ピーターバラ・ユナイテッド (3)     | 2 - 0    | プレストン・ノースエンド (2) | ピーターバラ                                                                  |  |
| 15:00        | サムエルセン 7分 · ワシントン 52分 | レポート |                              | 競技場: ロンドン・ロード・スタジアム 観客数: 7,665人 主審: トニー・ハリントン |  |

| 2016年1月9日 | ノーサンプトン・タウン (4) | 2 - 2 (再試合) | ミルトン・キーンズ・ドンズ (2)             | ノーサンプトン                                                                      |  |
| 15:00        | ホームズ 49分, 58分        | レポート       | クレスウェル 13分 (o.g.) · メイナード 82分 | 競技場: シックスフィールズ・スタジアム 観客数: 5,878人 主審: ダレン・ドライスデール |  |

| 2016年1月9日 | アーセナル (1)                                | 3 - 1    | サンダーランド (1) | ロンドン                                                                       |  |
| 15:00        | キャンベル 25分 · ラムジー 72分 · ジルー 75分 | レポート | レンス 17分        | 競技場: エミレーツ・スタジアム 観客数: 59,349人 主審: マーティン・アトキンソン |  |

| 2016年1月9日 | イプスウィッチ・タウン (2)    | 2 - 2 (再試合) | ポーツマス (4)                    | イプスウィッチ                                                         |  |
| 15:00        | オアー 53分 · フレイザー 88分 | レポート       | ベネット 55分 · チャップリン 86分 | 競技場: ポートマン・ロード 観客数: 17,020人 主審: デイヴィッド・クート |  |

| 2016年1月9日 | バーミンガム・シティ (2) | 1 - 2    | ボーンマス (1)                     | バーミンガム                                                                       |  |
| 15:00        | モリソン 40分            | レポート | トムリン 44分 (pen.) · マレー 85分 | 競技場: セント・アンドルーズ・スタジアム 観客数: 13,140人 主審: マイク・ジョーンズ |  |

| 2016年1月9日 | シェフィールド・ウェンズデイ (2) | 2 - 1    | フラム (2)    | シェフィールド                                                           |  |
| 15:00        | バナン 42分 · ヌヒウ 73分        | レポート | デンベレ 43分 | 競技場: ヒルズボロ・スタジアム 観客数: 15,244人 主審: ギャヴィン・ワード |  |

| 2016年1月9日 | ブレントフォード (2) | 0 - 1    | ウォルソール (3) | ロンドン                                                              |  |
| 15:00        |                      | レポート | マントム 34分    | 競技場: グリフィン・パーク 観客数: 7,950人 主審: アンディ・デイヴィス |  |

| 2016年1月9日 | ベリー (3) | 0 - 0 (再試合) | ブラッドフォード・シティ (3) | ベリー                                                        |  |
| 15:00        |            | レポート       |                              | 競技場: ギッグ・レーン 観客数: 6,962人 主審: ロバート・ルイス |  |

| 2016年1月9日 | エヴァートン (1)                 | 2 - 0    | ダゲナム&レッドブリッジ (4) | リヴァプール                                                         |  |
| 15:00        | コネ 32分 · ミララス 85分 (pen.) | レポート |                             | 競技場: グディソン・パーク 観客数: 30,918人 主審: ポール・ティアニー |  |

| 2016年1月9日 | サウサンプトン (1) | 1 - 2    | クリスタル・パレス (1)    | サウサンプトン                                                             |  |
| 15:00        | ロメウ 51分        | レポート | ウォード 29分 · ザハ 68分 | 競技場: セント・メリーズ・スタジアム 観客数: 30,763人 主審: リー・メイソン |  |

| 2016年1月9日 | イーストリー (5)       | 1 - 1 (再試合) | ボルトン・ワンダラーズ (2) | イーストリー                                                          |  |
| 15:00        | デルヴィト 51分 (o.g.) | レポート       | プラットリー 87分          | 競技場: テン・エーカーズ 観客数: 5,250人 主審: イアン・ウィリアムソン |  |

| 2016年1月9日 | ノッティンガム・フォレスト (2) | 1 - 0    | クイーンズ・パーク・レンジャーズ (2) | ノッティンガム                                                               |  |
| 15:00        | ウォード 24分                  | レポート |                                      | 競技場: シティ・グラウンド 観客数: 14,197人 主審: オリヴァー・ラングフォード |  |

| 2016年1月9日 | ドンカスター・ローヴァーズ (3) | 1 - 2    | ストーク・シティ (1)              | ドンカスター                                                               |  |
| 15:00        | タイソン 25分                  | レポート | クラウチ 15分 · ウォルターズ 57分 | 競技場: キープモート・スタジアム 観客数: 13,299人 主審: キース・ストラウド |  |

| 2016年1月9日 | リーズ・ユナイテッド (2)      | 2 - 0    | ロザラム・ユナイテッド (2) | リーズ                                                               |  |
| 15:00        | カラヨル 45分 · ドゥカラ 90分 | レポート |                            | 競技場: エランド・ロード 観客数: 16,039人 主審: アンディ・ウールマー |  |

| 2016年1月9日 | ハダースフィールド・タウン (2)           | 2 - 2 (再試合) | レディング (2)                      | ハダースフィールド                                                            |  |
| 15:00        | パターソン 57分 · ウェルズ 90+2分 (pen.) | レポート       | ヴィドラ 71分 · ロブソン＝カヌ 87分 | 競技場: ガルファーム・スタジアム 観客数: 9,236人 主審: ジェレミー・シンプソン |  |

| 2016年1月9日 | ミドルズブラ (2)    | 1 - 2    | バーンリー (2)                    | ミドルズブラ                                                                 |  |
| 15:00        | ファッブリーニ 36分 | レポート | ヘニングス 45+1分 · ウォード 71分 | 競技場: リヴァーサイド・スタジアム 観客数: 18,286人 主審: サイモン・フーパー |  |

| 2016年1月9日 | ノリッジ・シティ (1) | 0 - 3    | マンチェスター・シティ (1)                            | ノリッジ                                                         |  |
| 15:00        |                      | レポート | アグエロ 16分 · イヘアナチョ 31分 · デ・ブライネ 78分 | 競技場: キャロウ・ロード 観客数: 24,507人 主審: マイク・ディーン |  |

| 2016年1月9日 | ハル・シティ (2)           | 1 - 0    | ブライトン&ホーヴ・アルビオン (2) | キングストン・アポン・ハル                                         |  |
| 15:00        | スノッドグラス 41分 (pen.) | レポート |                                   | 競技場: KCスタジアム 観客数: 10,706人 主審: ジェフ・エルトリンガム |  |

| 2016年1月9日 | マンチェスター・ユナイテッド (1) | 1 - 0    | シェフィールド・ユナイテッド (3) | マンチェスター                                                             |  |
| 17:30        | ルーニー 90+3分 (pen.)           | レポート |                                  | 競技場: オールド・トラッフォード 観客数: 74,284人 主審: アンドレ・マリナー |  |

| 2016年1月10日 | オックスフォード・ユナイテッド (4)         | 3 - 2    | スウォンジー・シティ (1)      | オックスフォード                                                     |  |
| 12:00         | サーコム 45分 (pen.) · ルーフェ 49分, 59分 | レポート | モンテーロ 23分 · ゴミス 66分 | 競技場: カッサム・スタジアム 観客数: 11,673人 主審: ケビン・フレンド |  |

| 2016年1月10日 | カーライル・ユナイテッド (4)      | 2 - 2 (再試合) | ヨーヴィル・タウン (4)          | ブラックプール                                                                  |  |
| 14:00         | グレインジャー 25分 · エリス 76分 | レポート       | ゾコ 71分 · ジェファーズ 90+3分 | 競技場: ブルームフィールド・ロード 観客数: 3,357人 主審: アンドルー・マッドレー |  |

| 2016年1月10日 | チェルシー (1)                      | 2 - 0    | スカンソープ・ユナイテッド (3) | ロンドン                                                                   |  |
| 14:00         | コスタ 13分 · ロフタス＝チーク 68分 | レポート |                                | 競技場: スタンフォード・ブリッジ 観客数: 41,625人 主審: クレイグ・ポーソン |  |

| 2016年1月10日 | トッテナム・ホットスパー (1)        | 2 - 2 (再試合) | レスター・シティ (1)                | ロンドン                                                                     |  |
| 16:00         | エリクセン 8分 · ケイン 89分 (pen.) | レポート       | ヴァシレフスキ 19分 · 岡崎慎司 48分 | 競技場: ホワイト・ハート・レーン 観客数: 35,805人 主審: ロバート・マッドレー |  |

| 2016年1月10日 | カーディフ・シティ (2) | 0 - 1    | シュルーズベリー・タウン (3) | カーディフ                                                                      |  |
| 18:00         |                        | レポート | マンガン 62分                | 競技場: カーディフ・シティ・スタジアム 観客数: 4,782人 主審: ピーター・バンクス |  |

| 2016年1月18日 | ニューポート・カウンティ (4) | 1 - 2    | ブラックバーン・ローヴァーズ (2)    | ニューポート                                                                |  |
| 19:15         | バーン 30分                  | レポート | マーシャル 8分 (pen.) · ローズ 75分 | 競技場: ロドニー・パレード 観客数: 5,083人 主審: チャールズ・ブレイクスピア |  |

### 再試合
| 2016年1月19日 | ブリストル・シティ (2) | 0 - 1    | ウェスト・ブロムウィッチ・アルビオン (1) | ブリストル                                                                       |  |
| 19:45         |                        | レポート | ロンドン 52分                            | 競技場: アシュトン・ゲート・スタジアム 観客数: 15,185人 主審: クレイグ・ポーソン |  |

| 2016年1月19日 | ミルトン・キーンズ・ドンズ (2)                                | 3 - 0    | ノーサンプトン・タウン (4) | ミルトン・キーンズ                                              |  |
| 19:45         | リーヴズ 53分 (pen.) · マーフィー 61分 · チャーチ 89分 (pen.) | レポート |                            | 競技場: スタジアム:mk 観客数: 15,133人 主審: トニー・ハリントン |  |

| 2016年1月19日 | ポーツマス (4)                           | 2 - 1    | イプスウィッチ・タウン (2)  | ポーツマス                                                             |  |
| 19:45         | ロバーツ 32分 (pen.) · マクナルティ 37分 | レポート | メイトランド＝ナイルズ 60分 | 競技場: フラットン・パーク 観客数: 15,179人 主審: アンディ・ウールマー |  |

| 2016年1月19日 | アストン・ヴィラ (1)        | 2 - 0    | ウィコム・ワンダラーズ (4) | バーミンガム                                                     |  |
| 19:45         | クラーク 75分 · ゲイェ 90分 | レポート |                            | 競技場: ヴィラ・パーク 観客数: 20,706人 主審: クレイグ・ポーソン |  |

| 2016年1月19日                           | ブラッドフォード・シティ (3) | 0 - 0 (延長) (2 - 4 PK戦)     | ベリー (3) | ブラッドフォード                                                        |  |
| 19:45                                   |                              | レポート                      |            | 競技場: ヴァリー・パレード 観客数: 6,227人 主審: ジェフ・エルトリンガム |  |
|                                         |                              | PK戦                          |            |                                                                         |  |
| マクマホン デイヴィス エヴァンス コール |                              | トゥッテ ロウ クラーク メリス |            |                                                                         |  |

| 2016年1月19日                                    | ヨーヴィル・タウン (4) | 1 - 1 (延長) (4 - 5 PK戦)                    | カーライル・ユナイテッド (4) | ヨーヴィル                                                          |  |
| 19:45                                            | コンプトン 31分        | レポート                                     | スウィーニー 77分            | 競技場: ハイッシュ・パーク 観客数: 4,114人 主審: ティム・ロビンソン |  |
|                                                  |                        | PK戦                                         |                              |                                                                     |  |
| ディクソン ジェファーズ トーザー ドーソン ドラン |                        | ケネディ スウィーニー ワイク イベール エリス |                              |                                                                     |  |

| 2016年1月19日 | ボルトン・ワンダラーズ (2)                          | 3 - 2    | イーストリー (5)                      | ボルトン                                                                    |  |
| 20:00         | マディーン 39分 · モクシー 43分 · プラットリー 58分 | レポート | パーティントン 11分 · モハメド 45+2分 | 競技場: マクロン・スタジアム 観客数: 8,287人 主審: マーク・クラッテンバーグ |  |

| 2016年1月19日 | レディング (2)                                                | 5 - 2    | ハダースフィールド・タウン (2) | レディング                                                                        |  |
| 20:00         | ピアソン 29分 · ヴィドラ 57分, 61分, 90分 · アレックス 90+3分 | レポート | パターソン 8分 · スミス 15分   | 競技場: マデイスキー・スタジアム 観客数: 8,119人 主審: オリヴァー・ラングフォード |  |

| 2016年1月20日 | レスター・シティ (1) | 0 - 2    | トッテナム・ホットスパー (1)        | レスター                                                                       |  |
| 19:45         |                      | レポート | ソン・フンミン 39分 · シャドリ 66分 | 競技場: キング・パワー・スタジアム 観客数: 30,006人 主審: アンソニー・テイラー |  |

| 2016年1月20日 | リヴァプール (1)                              | 3 - 0    | エクセター・シティ (4) | リヴァプール                                                         |  |
| 20:00         | アレン 10分 · オジョ 74分 · テイシェイラ 82分 | レポート |                        | 競技場: アンフィールド 観客数: 43,292人 主審: ニール・スワーブリック |  |

## 4回戦
組み合わせ抽選会は、2016年1月11日に行われた。
| 2016年1月29日 | ダービー・カウンティ (2) | 1 - 3    | マンチェスター・ユナイテッド (1)          | ダービー                                                           |  |
| 19:55         | ソーン 37分              | レポート | ルーニー 16分 · ブリント 65分 · マタ 83分 | 競技場: iProスタジアム 観客数: 31,134人 主審: アンソニー・テイラー |  |

| 2016年1月30日 | コルチェスター・ユナイテッド (3) | 1 - 4    | トッテナム・ホットスパー (1)                        | コルチェスター                                                                              |  |
| 12:45         | デイヴィス 80分 (o.g.)           | レポート | シャドリ 27分, 78分 · ダイアー 64分 · キャロル 82分 | 競技場: コルチェスター・コミュニティ・スタジアム 観客数: 9,920人 主審: マイケル・オリヴァー |  |

| 2016年1月30日 | ウェスト・ブロムウィッチ・アルビオン (1) | 2 - 2 (再試合) | ピーターバラ・ユナイテッド (3)      | ウェスト・ブロムウィッチ                                       |  |
| 15:00         | ベラヒーノ 14分, 84分                    | レポート       | コールサースト 79分 · テイラー 86分 | 競技場: ザ・ホーソンズ 観客数: 22,517人 主審: ケビン・フレンド |  |

| 2016年1月30日 | ボルトン・ワンダラーズ (2) | 1 - 2    | リーズ・ユナイテッド (2)         | ボルトン                                                               |  |
| 15:00         | プラットリー 80分          | レポート | ドゥカラ 8分 · ディアグラガ 39分 | 競技場: マクロン・スタジアム 観客数: 17,336人 主審: アンドレ・マリナー |  |

| 2016年1月30日 | アーセナル (1)                      | 2 - 1    | バーンリー (2)  | ロンドン                                                                 |  |
| 15:00         | チャンバース 19分 · サンチェス 53分 | レポート | ヴォークス 30分 | 競技場: エミレーツ・スタジアム 観客数: 59,932人 主審: ロジャー・イースト |  |

| 2016年1月30日 | レディング (2)                                                | 4 - 0    | ウォルソール (3) | レディング                                                                 |  |
| 15:00         | ロブソン＝カヌ 37分 · ヴィドラ 40分, 89分 · ウィリアムズ 75分 | レポート |                  | 競技場: マデイスキー・スタジアム 観客数: 13,367人 主審: ピーター・バンクス |  |

| 2016年1月30日 | アストン・ヴィラ (1) | 0 - 4    | マンチェスター・シティ (1)                              | バーミンガム                                                     |  |
| 15:00         |                      | レポート | イヘアナチョ 4分, 24分 (pen.), 74分 · スターリング 76分 | 競技場: ヴィラ・パーク 観客数: 23,636人 主審: マイク・ジョーンズ |  |

| 2016年1月30日 | シュルーズベリー・タウン (3)                              | 3 - 2    | シェフィールド・ウェンズデイ (2) | シュルーズベリー                                                |  |
| 15:00         | アクパ＝アクプロ 56分 · ウォーリー 87分 · グリマー 90+7分 | レポート | マクギューガン 19分, 76分        | 競技場: ニュー・メドウ 観客数: 5,699人 主審: ポール・ティアニー |  |

| 2016年1月30日 | ノッティンガム・フォレスト (2) | 0 - 1    | ワトフォード (1) | ノッティンガム                                                           |  |
| 15:00         |                                | レポート | イガロ 89分      | 競技場: シティ・グラウンド 観客数: 24,703人 主審: ニール・スワーブリック |  |

| 2016年1月30日 | クリスタル・パレス (1) | 1 - 0    | ストーク・シティ (1) | ロンドン                                                                     |  |
| 15:00         | ザハ 17分              | レポート |                      | 競技場: セルハースト・パーク 観客数: 17,062人 主審: マーク・クラッテンバーグ |  |

| 2016年1月30日 | オックスフォード・ユナイテッド (4) | 0 - 3    | ブラックバーン・ローヴァーズ (2)             | オックスフォード                                                         |  |
| 15:00         |                                    | レポート | マーシャル 36分 (pen.), 76分 · ワット 45+2分 | 競技場: カッサム・スタジアム 観客数: 11,647人 主審: アンディ・デイヴィス |  |

| 2016年1月30日 | ポーツマス (4) | 1 - 2    | ボーンマス (1)            | ポーツマス                                                         |  |
| 15:00         | ロバーツ 43分  | レポート | キング 71分 · ピュー 83分 | 競技場: フラットン・パーク 観客数: 18,901人 主審: マイク・ディーン |  |

| 2016年1月30日 | ベリー (3)      | 1 - 3    | ハル・シティ (2)                 | ベリー                                                      |  |
| 15:00         | ジョーンズ 86分 | レポート | アクポム 14分, 57分 (pen.), 69分 | 競技場: ギッグ・レーン 観客数: 7,064人 主審: ダレン・ボンド |  |

| 2016年1月30日 | リヴァプール (1) | 0 - 0 (再試合) | ウェストハム・ユナイテッド (1) | リヴァプール                                                           |  |
| 17:30         |                  | レポート       |                                | 競技場: アンフィールド 観客数: 44,006人 主審: マーティン・アトキンソン |  |

| 2016年1月31日 | カーライル・ユナイテッド (4) | 0 - 3    | エヴァートン (1)                         | カーライル                                                       |  |
| 13:30         |                              | レポート | コネ 2分 · レノン 14分 · バークリー 65分 | 競技場: ブラントン・パーク 観客数: 17,101人 主審: リー・メイソン |  |

| 2016年1月31日 | ミルトン・キーンズ・ドンズ (2) | 1 - 5    | チェルシー (1)                                                   | ミルトン・キーンズ                                            |  |
| 16:00         | ポッター 21分                  | レポート | オスカル 15分, 32分, 44分 · アザール 55分 (pen.) · トラオレ 62分 | 競技場: スタジアム:mk 観客数: 28,127人 主審: ジョナサン・モス |  |

### 再試合
| 2016年2月9日 | ウェストハム・ユナイテッド (1)       | 2 - 1 (延長) | リヴァプール (1)  | ロンドン                                                               |  |
| 19:45        | アントニオ 45分 · オグボンナ 120+1分 | レポート     | コウチーニョ 48分 | 競技場: ブーリン・グラウンド 観客数: 34,433人 主審: ロジャー・イースト |  |

| 2016年2月10日                                              | ピーターバラ・ユナイテッド (3) | 1 - 1 (延長) (3 - 4 PK戦)                                  | ウェスト・ブロムウィッチ・アルビオン (1) | ピーターバラ                                                                   |  |
| 19:45                                                      | テイラー 55分                  | レポート                                                   | フレッチャー 71分                        | 競技場: ロンドン・ロード・スタジアム 観客数: 10,632人 主審: マイク・ジョーンズ |  |
|                                                            |                                | PK戦                                                       |                                          |                                                                                |  |
| ボストウィック マディソン サムエルセン フォックス アンゴル |                                | ポコニョーリ ベラヒーノ ガードナー フレッチャー チェスター |                                          |                                                                                |  |

## 5回戦
組み合わせ抽選会は、2016年1月31日に行われた。
| 2016年2月20日 | アーセナル (1) | 0 - 0 (再試合) | ハル・シティ (2) | ロンドン                                                               |  |
| 12:45         |                | レポート       |                  | 競技場: エミレーツ・スタジアム 観客数: 59,830人 主審: マイク・ディーン |  |

| 2016年2月20日 | レディング (2)                                      | 3 - 1    | ウェスト・ブロムウィッチ・アルビオン (1) | レディング                                                                   |  |
| 15:00         | マクシェイン 59分 · ヘクター 72分 · ピアソン 90+4分 | レポート | フレッチャー 54分                        | 競技場: マデイスキー・スタジアム 観客数: 19,566人 主審: アンソニー・テイラー |  |

| 2016年2月20日 | ワトフォード (1)     | 1 - 0    | リーズ・ユナイテッド (2) | ワトフォード                                                             |  |
| 15:00         | ウットン 53分 (o.g.) | レポート |                          | 競技場: ヴィカレッジ・ロード 観客数: 18,336人 主審: マイケル・オリヴァー |  |

| 2016年2月20日 | ボーンマス (1) | 0 - 2    | エヴァートン (1)              | ボーンマス                                                               |  |
| 17:15         |                | レポート | バークリー 55分 · ルカク 76分 | 競技場: ディーン・コート 観客数: 11,404人 主審: マーティン・アトキンソン |  |

| 2016年2月21日 | ブラックバーン・ローヴァーズ (2) | 1 - 5    | ウェストハム・ユナイテッド (1)                            | ブラックバーン                                                     |  |
| 14:00         | マーシャル 20分                  | レポート | モーゼス 26分 · ペイェ 36分, 90+2分 · エメニケ 64分, 85分 | 競技場: イーウッド・パーク 観客数: 18,793人 主審: ジョナサン・モス |  |

| 2016年2月21日 | トッテナム・ホットスパー (1) | 0 - 1    | クリスタル・パレス (1) | ロンドン                                                                   |  |
| 15:00         |                              | レポート | ケリー 45+1分          | 競技場: ホワイト・ハート・レーン 観客数: 35,547人 主審: クレイグ・ポーソン |  |

| 2016年2月21日 | チェルシー (1)                                                                | 5 - 1    | マンチェスター・シティ (1) | ロンドン                                                                   |  |
| 16:00         | コスタ 35分 · ウィリアン 48分 · ケーヒル 53分 · アザール 67分 · トラオレ 89分 | レポート | ファウパラ 37分            | 競技場: スタンフォード・ブリッジ 観客数: 41,594人 主審: アンドレ・マリナー |  |

| 2016年2月22日 | シュルーズベリー・タウン (3) | 0 - 3    | マンチェスター・ユナイテッド (1)                  | シュルーズベリー                                                  |  |
| 19:45         |                              | レポート | スモーリング 37分 · マタ 45+2分 · リンガード 61分 | 競技場: ニュー・メドウ 観客数: 9,370人 主審: ロバート・マッドレー |  |

### 再試合
| 2016年3月8日 | ハル・シティ (2) | 0 - 4    | アーセナル (1)                              | キングストン・アポン・ハル                                     |  |
| 19:00        |                  | レポート | ジルー 41分, 71分 · ウォルコット 77分, 88分 | 競技場: KCスタジアム 観客数: 20,993人 主審: マイク・ジョーンズ |  |

## 6回戦
組み合わせ抽選会は、2016年2月21日に行われた。
| 2016年3月11日 | レディング (2) | 0 - 2    | クリスタル・パレス (1)                     | レディング                                                               |  |
| 19:55         |                | レポート | キャバイェ 86分 (pen.) · キャンベル 90+4分 | 競技場: マデイスキー・スタジアム 観客数: 23,110人 主審: マイク・ディーン |  |

| 2016年3月12日 | エヴァートン (1)  | 2 - 0    | チェルシー (1) | リヴァプール                                                           |  |
| 17:30         | ルカク 77分, 82分 | レポート |                | 競技場: グディソン・パーク 観客数: 37,283人 主審: マイケル・オリヴァー |  |

| 2016年3月13日 | アーセナル (1)    | 1 - 2    | ワトフォード (1)              | ロンドン                                                                 |  |
| 13:30         | ウェルベック 88分 | レポート | イガロ 50分 · ゲディウラ 63分 | 競技場: エミレーツ・スタジアム 観客数: 58,436人 主審: アンドレ・マリナー |  |

| 2016年3月13日 | マンチェスター・ユナイテッド (1) | 1 - 1 (再試合) | ウェストハム・ユナイテッド (1) | マンチェスター                                                                   |  |
| 16:00         | マーシャル 83分                  | レポート       | ペイェ 68分                    | 競技場: オールド・トラッフォード 観客数: 74,298人 主審: マーティン・アトキンソン |  |

### 再試合
| 2016年4月13日 | ウェストハム・ユナイテッド (1) | 1 - 2    | マンチェスター・ユナイテッド (1)        | ロンドン                                                               |  |
| 19:00         | トムキンス 79分                | レポート | ラッシュフォード 54分 · フェライニ 67分 | 競技場: ブーリン・グラウンド 観客数: 33,505人 主審: ロジャー・イースト |  |

## 準決勝
組み合わせ抽選会は、2016年3月14日に行われた。
| 2016年4月23日 17:15 |

| エヴァートン (1)         | 1 - 2    | マンチェスター・ユナイテッド (1)    |
| スモーリング 75分 (o.g.) | レポート | フェライニ 34分 · マーシャル 90+3分 |

| ウェンブリー・スタジアム, ロンドン 観客数: 86,064人 主審: アンソニー・テイラー |

| 2016年4月24日 16:00 |

| クリスタル・パレス (1)         | 2 - 1    | ワトフォード (1) |
| ボラシエ 6分 · ウィッカム 61分 | レポート | ディーニー 55分  |

| ウェンブリー・スタジアム, ロンドン 観客数: 79,110人 主審: クレイグ・ポーソン |

## 決勝
| 2016年5月21日 17:30 |

| クリスタル・パレス (1) | 1 - 2 (延長) | マンチェスター・ユナイテッド (1) |
| パンチョン 78分        | レポート     | マタ 81分 · リンガード 110分     |

| ウェンブリー・スタジアム, ロンドン 観客数: 88,619人 主審: マーク・クラッテンバーグ |

| クリスタル・パレス | マンチェスター・ユナイテッド |

| GK                 | 13 | ウェイン・ヘネシー         |       |        |
| RB                 | 02 | ジョエル・ウォード         |       |        |
| CB                 | 06 | スコット・ダン             | 47分  | 90+4分 |
| CB                 | 27 | ダミアン・デラニー         | 62分  |        |
| LB                 | 23 | パプ・スアレ               |       |        |
| CM                 | 15 | ミル・ジェディナク         |       |        |
| CM                 | 18 | ジェームズ・マッカーサー   | 108分 |        |
| RW                 | 11 | ウィルフレッド・ザハ       |       |        |
| AM                 | 07 | ヨアン・キャバイェ         |       | 72分   |
| LW                 | 10 | ヤニク・ボラシエ           |       |        |
| CF                 | 21 | コナー・ウィッカム         |       | 86分   |
| 控え:              |    |                            |       |        |
| GK                 | 01 | フリアン・スペローニ       |       |        |
| DF                 | 03 | エイドリアン・マリアッパ   |       | 90+4分 |
| DF                 | 34 | マーティン・ケリー         |       |        |
| MF                 | 26 | バカリ・サコ               |       |        |
| MF                 | 42 | ジェイソン・パンチョン     |       | 72分   |
| FW                 | 16 | ドワイト・ガイル           |       | 86分   |
| FW                 | 25 | エマニュエル・アデバヨール |       |        |
|                    |    |                            |       |        |
| 監督               |    |                            |       |        |
| アラン・パーデュー |    |                            |       |        |

| GK                   | 01 | ダビド・デ・ヘア           |            |      |
| RB                   | 25 | アントニオ・バレンシア     |            |      |
| CB                   | 12 | クリス・スモーリング       | 18分 105分 |      |
| CB                   | 17 | デイリー・ブリント         |            |      |
| LB                   | 05 | マルコス・ロホ             | 40分       | 66分 |
| CM                   | 16 | マイケル・キャリック       |            |      |
| CM                   | 10 | ウェイン・ルーニー         | 87分       |      |
| RW                   | 08 | フアン・マタ               | 45分       | 90分 |
| AM                   | 27 | マルアン・フェライニ       | 101分      |      |
| LW                   | 09 | アントニー・マルシャル     |            |      |
| CF                   | 39 | マーカス・ラッシュフォード |            | 72分 |
| 控え:                |    |                            |            |      |
| GK                   | 20 | セルヒオ・ロメロ           |            |      |
| DF                   | 04 | フィル・ジョーンズ         |            |      |
| DF                   | 36 | マッテオ・ダルミアン       |            | 66分 |
| MF                   | 18 | アシュリー・ヤング         |            | 72分 |
| MF                   | 21 | アンデル・エレーラ         |            |      |
| MF                   | 28 | モルガン・シュネデルラン   |            |      |
| MF                   | 35 | ジェシー・リンガード       | 111分      | 90分 |
|                      |    |                            |            |      |
| 監督                 |    |                            |            |      |
| ルイ・ファン・ハール |    |                            |            |      |

| FAカップ 2015-2016 優勝                       |
| --------------------------------------------- |
| マンチェスター・ユナイテッド 12大会ぶり12回目 |